# UNIX/NS
UNIX/NS ist ein kommerzielles UNIX-Betriebssystem des Unternehmens NCR Corporation und stammt aus der System-V-Familie.
Es enthält Erweiterungen für massiv parallele Systeme, besonders für Distributed Memory DBMS. Diese beinhalten die Konzepte von virtuellen Prozessoren und virtuellen Speicherplatten.